# NA-8303
La  NA-8303  es una carretera local perteneciente a la Red de Carreteras de Navarra que se inicia en PK 20,07 de NA-1210 y termina en PK 43,23 de N-121-B. Tiene una longitud de 2,05 kilómetros.